# Католицизм в Ливане

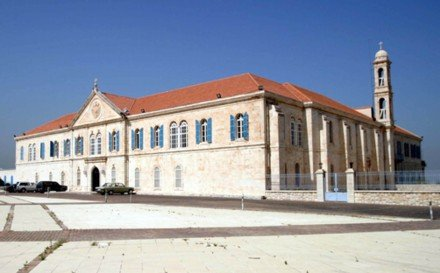
Резиденция маронитского патриарха, Бкерке, Ливан

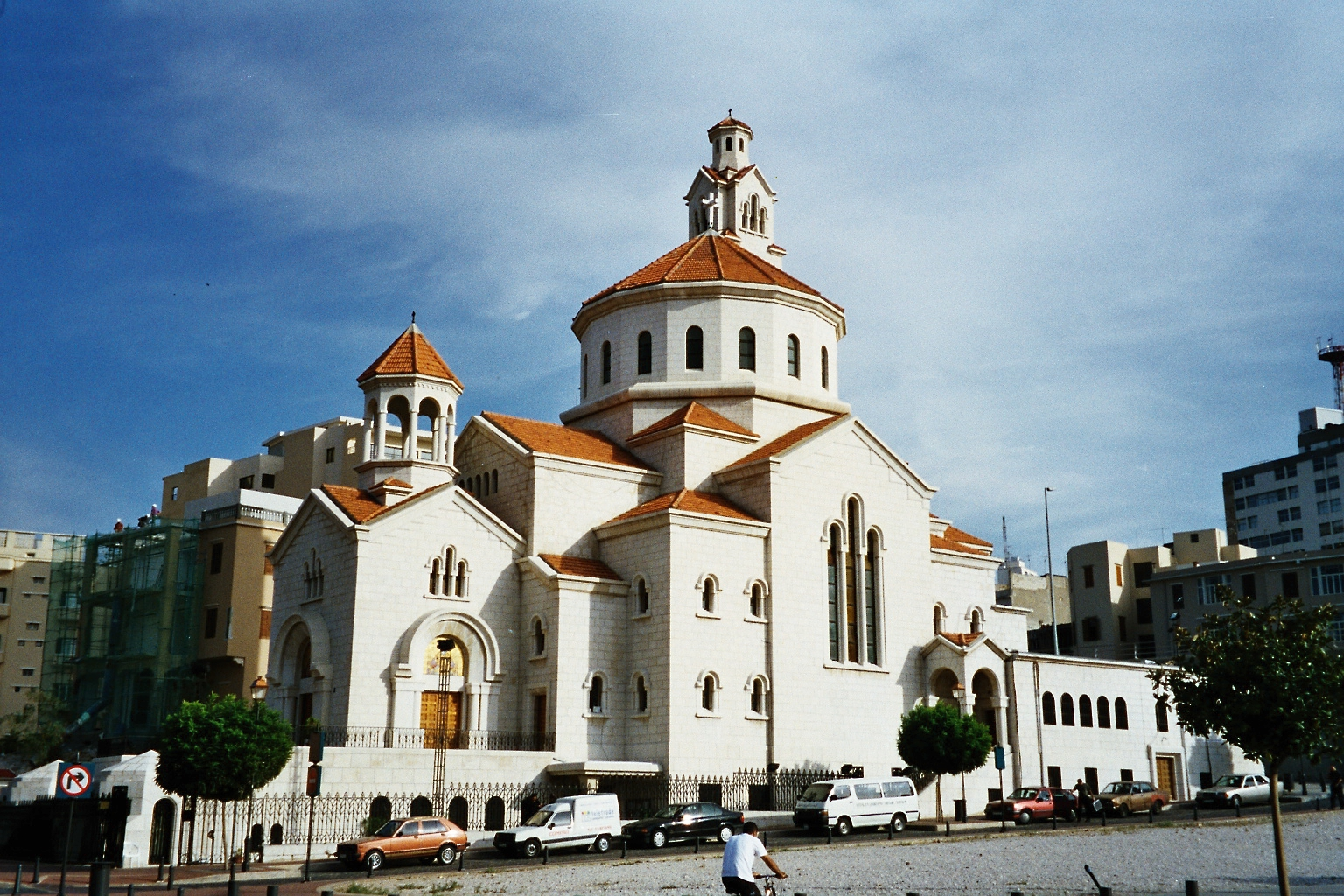
Собор святых Илии и Григория Просветителя бейрутской архиепархии Армянской католической церкви

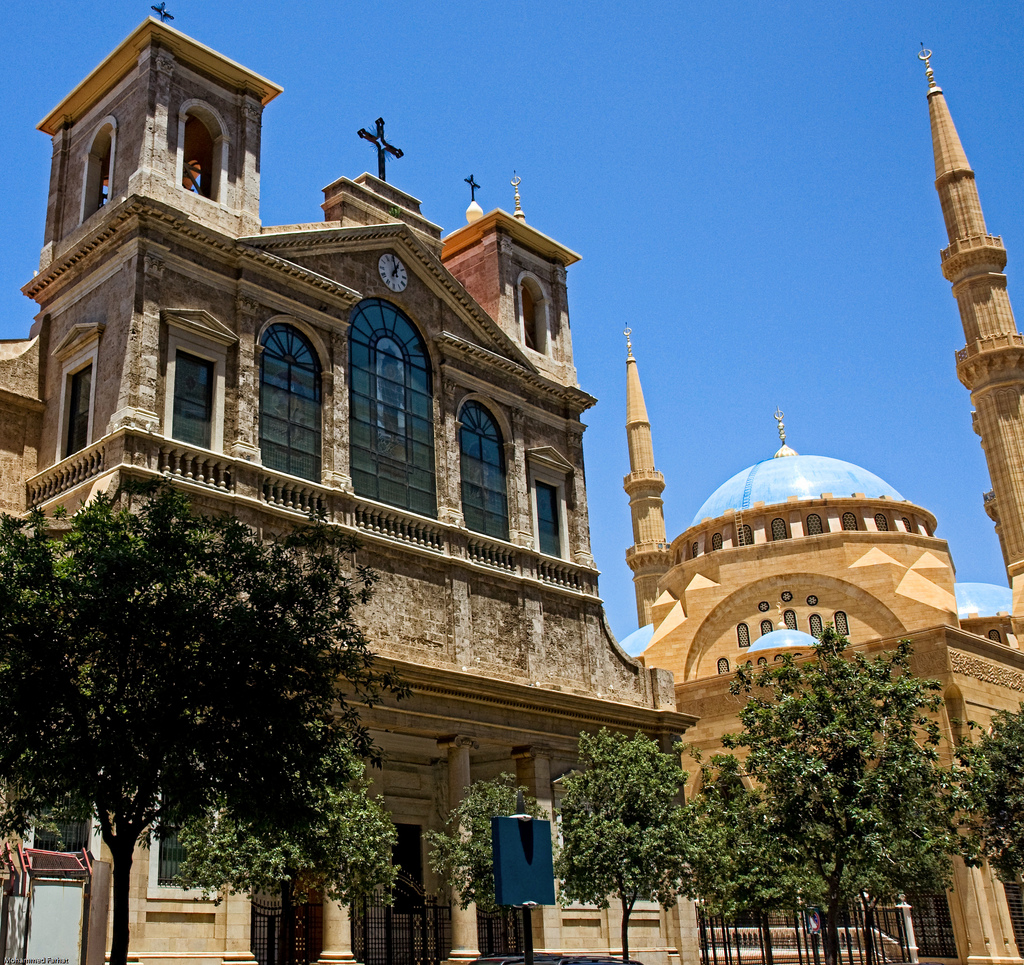
Собор святого Григория бейрутской архиепархии Маронитской католической церкви

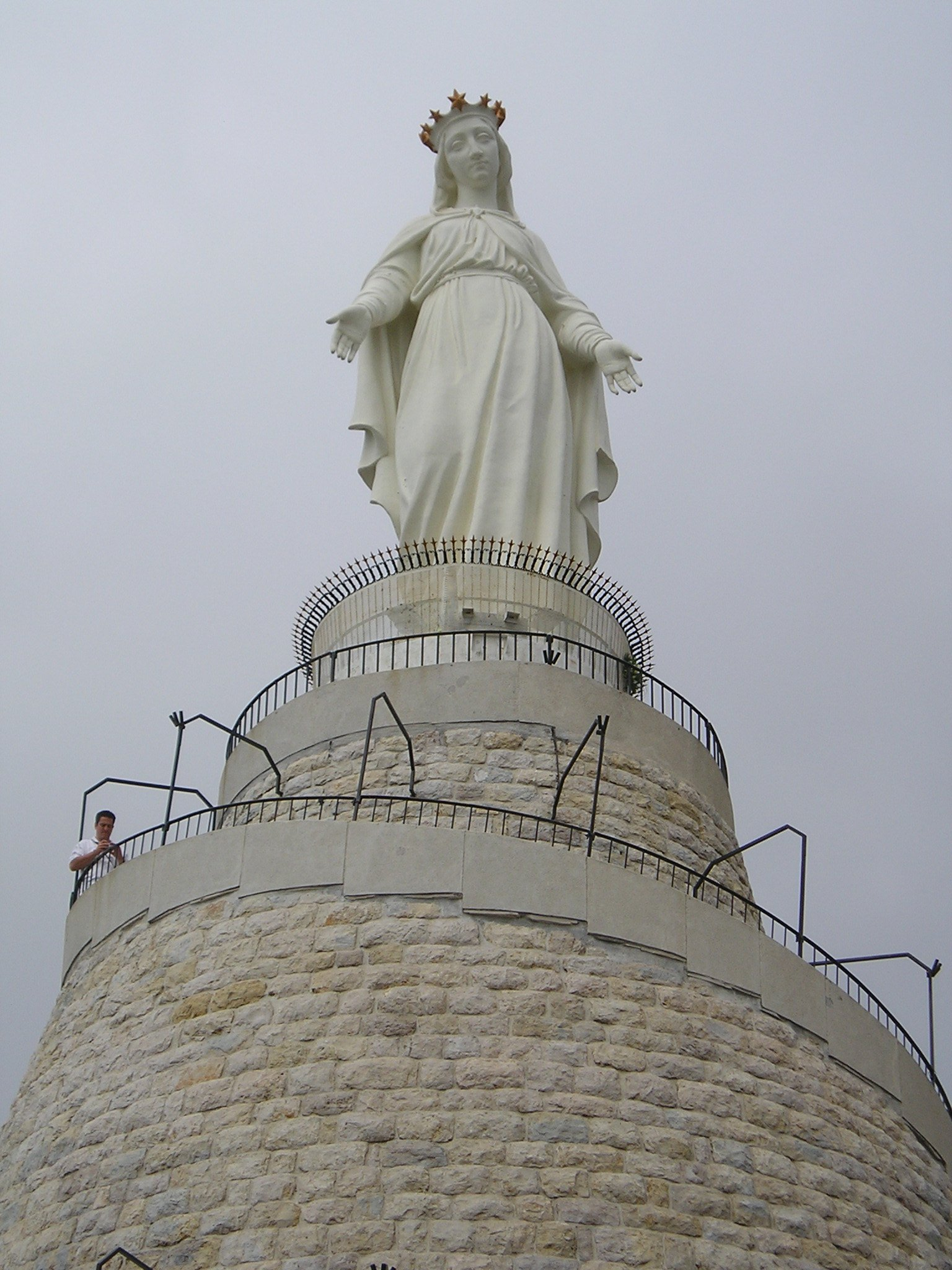
Статуя Девы Марии Ливанской на горе Харисса, Джуния, Ливан

 Католицизм в Ливане или Католическая церковь в Ливане является частью всемирной Католической церкви. Католическая церковь в Ливане состоит из общин Римско-Католической и Восточных католических церквей. Численность католиков всех обрядов составляет один миллион 860 тысяч человек (около 27 % от общего населения страны). До 1960-х годов католики составляли 43% населения страны.
Наиболее значительную часть католиков в Ливане представляют общины Маронитской католической церкви (1 миллион 414 тысяч человек), глава которой является Антиохийский патриарх.
В Ливане также присутствуют общины Армянской католической церкви (12 тысяч человек), Мелькитской католической церкви (400 тысяч человек), Римско-Католической церкви (15 тысяч человек), Сирийской католической церкви (14.500 человек) и Халдейской католической церкви (14.000 человек).

## История Армянской католической церкви в Ливане
Гонения на христиан в Турции привели к массовой эмиграции католиков-армян в Сирию и Ливан. В мае-июле 1918 года армянские католические епископы, спасшиеся от армянского геноцида, провели в Риме под руководством кардинала Луиджи Синчеро ряд консультаций, результатом которых реорганизация Армянской католической церкви. Среди прочих постановлений было решение от 23 июня перенести кафедру Патриарха из Константинополя в монастырь, находящийся в деревне Бзуммар.
В 1929 году Римский папа Пий XI учредил для верующих армянского обряда архиепархию Бейрута. В настоящее время численность верующих Армянской католической церкви в Ливане составляет около 12.000 человек.

## История Мелькитской католической церкви в Ливане
В 1724 году образовалась Мелькитская католическая церковь, которая выделилась из Антиохийской православной церкви. С самого начала её существования на территории современного Ливана присутствовали многочисленные общины этой церкви. Верующие этой церкви по своей численности занимают второе место после Маронитской католической церкви. В настоящее время численность верующих Мелькитской католической церкви в Ливане составляет около 400.000 человек.
В Ливане действуют мелькитские монашеские конгрегации василиан и несколько десятков монастырей.

## История Римско-Католической церкви в Ливане
Первые общины латинского обряда появились в конце XI века с началом крестовых походов. В это время были учреждены различные церковные структуры латинского обряда, которые часто повторяли наименования древних епархий, исчезнувших в VI—IX веках после арабского нашествия. После поражения княжеств крестоносцев на Ближнем Востоке в XIII веке латинские церковные структуры пришли в упадок, постепенно приобретя статус титулярных епархий. Несмотря на исчезновение латинских епархий остались миссионеры из монашеских орденов францисканцев, капуцинов, кармелитов и иезуитов, которые окормляли малочисленные латинские общины. До 1953 года в Ливане отсутствовала какая-нибудь латинская структура. 4 июня 1953 года Римский папа Пий XII учредил для католиков латинского обряда апостольский викариат Бейрута, который выделился из апостольского викариата Алеппо.
В настоящее время численность католиков латинского обряда составляет около 15 тысяч человек. Большинство верующих латинского обряда принадлежат к этнографической группе ливанских итальянцев.
Латинский иерарх участвует в Конференции латинских епископов арабского региона.

## История Сирийской католической церкви в Ливане
В 1667 году после раскола в Сиро-яковитской церкви образовалась группа, заключившая унию с Ватиканом. Отдельные общины Сирийской католической церкви присутствуют в Ливане с середины XVII века. В настоящее время в Ливане действует две епархии Бейрута.
В настоящее время численность верующих Сирийской католической церкви составляет около 14.500 человек. В Бейруте находится резиденция антиохийского патриарха Сирийской католической церкви.

## История Халдейской Католической церкви в Ливане
Халдейская католическая община образовалась на территории современного Ливана в XIX веке. Эту общину окормляли священники латинского обряда и Сирийской католической церкви. Первым священником халдейского обряда стал Луи Ахрас, который прибыл в Ливан в 1875 году. Богослужения для католиков халдейского обряда проводились в церкви святого Георгия в Бейруте, которая принадлежала Сирийской католической церкви. В 1895 году халдейский патриарх Вавилона Халдейского Абдишо V Хайят основал в Ливане Патриарший викариат.
После Первой мировой войны в результате гонений на христиан в Турции численность верующих халдейского обряда в Ливане значительно увеличилась. В 1953 году Римский пап Пий XII учредил отдельную епархию Бейрута для католиков халдейского обряда.
В настоящее время численность католиков халдейского обряда составляет около 14 тысяч человек.

## Современное состояние
21 марта 1947 года Римский папа Пий XII издал буллу «Ad christifidelium salutem», которой учредил апостольскую нунциатуру в Ливане.
В 1975 году в Ливане началась гражданская война между христианами и мусульманами, продолжавшаяся в течение последующих 15 лет. В результате этой войны произошла массовая эмиграция христиан, прежде всего маронитов, в страны запада и другие части мира. С 1990 по 2000 год страну покинуло около 200 тысяч христиан. В октябре 1989 года были заключены Таефские соглашения, которые поддержал маронитский патриарх Нассрала Бутрос Сфейр. В 1990 году гражданская война прекратилась.
В настоящее время в Ливане действуют 3 патриархата, 9 архиепархий, 8 епархий, 1 апостольский викариат, 1033 католических приходов. В Ливане действуют несколько десятков монастырей Восточных католических церквей. В Маронитской католической церкви самыми известными являются мужские монашеские конгрегации мариамитов, баладитов, антониан-маронитов и ливанских миссионеров.
Армянская католическая церковь
- Архиепархия Бейрута;

Мелькитская католическая церковь
- Архиепархия Бейрута и Библа
- Архиепархия Сидона
- Архиепархия Тира
- Архиепархия Триполи
- Архиепархия Захле и Фурзола
- Епархия Баальбека

Маронитская католическая церковь
- Архиепархия Антелиаса
- Архиепархия Бейрута
- Архиепархия Триполи
- Архиепархия Тира
- Епархия Баальбека-Дейр-эль-Ахмара
- Епархия Батруна
- Епархия Библа
- Епархия Джуббе, Сарбы и Джунии
- Епархия Сидона
- Епархия Захле

Римско-католическая церковь
- Апостольский викариат Бейрута

Сирийская католическая церковь
- Епархия Бейрута

Халдейская католическая церковь
- Епархия Бейрута

## Источник
- Католическая энциклопедия, изд. Францисканцев, М., 2005, стр. 1648—1653, ISBN 5-89208-054-4